# Soli (Mecna)
Soli è un singolo del rapper italiano Mecna, pubblicato l'11 febbraio 2021 come unico estratto dalla riedizione del quinto album in studio Mentre nessuno guarda.

## Descrizione
Il brano ha visto la partecipazione vocale di Ghemon e Ginevra e ha come tema centrale il rapporto con la solitudine: attraverso il punto di vista dei tre cantanti, Soli mette in luce la paura e l'inquietudine ma anche il lavoro necessario per uscire da tale stato al fine di potersi riaprire al mondo.

## Video musicale
Il video, diretto da Enea Colombi, è stato pubblicato il 17 febbraio 2021 attraverso il canale YouTube dell'artista.